# Bloodline Maintenance
Bloodline Maintenance è un album in studio del musicista statunitense Ben Harper, pubblicato nel 2022.

## Tracce
1. Below Sea Level – 1:47
2. We Need to Talk About It – 2:53
3. Where Did We Go Wrong – 2:44
4. Problem Child – 4:31
5. Need to Know Basis – 1:59
6. It Aint No Use – 3:29
7. More Than Love – 3:07
8. Smile at the Mention – 3:38
9. Honey, Honey – 3:31
10. Knew the Day Was Comin' – 2:10
11. Maybe I Can't – 2:12